# 阿格斯比迪斯特足球會
阿格斯冠軍體育會暨足球會（羅馬尼亞語：Asociația Clubul Sportiv Campionii Fotbal Club Argeș），通常簡稱阿格斯足球會（FC Argeș）或阿格斯比迪斯特（Argeș Pitești），是一家位於羅馬尼亞阿爾傑什縣首府皮特什蒂市的職業足球會，目前參加罗马尼亚足球乙级联赛。
這支球隊最初成立於1953年，名為Dinamo Pitești，並在1961-62年賽季首次進入頂級聯賽。1967年，球隊改名為Argeș Pitești。球隊最成功的時期是在1970年代，當時他們兩次贏得全國冠軍。三次獲得羅馬尼亞年度最佳足球運動員尼古拉·多布林是球隊的一員，這使他在多年來成為球會的象徵。
阿格斯已經在頂級聯賽中累積參與四十多個賽季，在傳統上，他們在尼古拉·多布林體育場舉行主場比賽，該體育場可容納15,000名觀眾。

## 榮譽
- 羅馬尼亞足球甲級聯賽冠軍: 2

 ：1971–72, 1978–79
- 羅馬尼亞足球甲級聯賽亞軍: 2

 ：1967–68, 1977–78
- 罗马尼亚足球乙级联赛冠軍: 4

 ：1960–61, 1962–63, 1993–94, 2007–08
- 羅馬尼亞盃亞軍: 1

 ：1964–65
- 巴爾幹盃亞軍: 1

 ：1983–84, 1984–85, 1987–88

## 外部鏈接
- 官方網站 （页面存档备份，存于） （羅馬尼亞語）
- 阿格斯比迪斯特足球會的Facebook專頁
- 阿格斯比迪斯特足球會的Instagram帳戶